# Хандрас
Хандрас  или Кабауюк или Уюк (на гръцки: Χανδράς) е село в Западна Тракия, Гърция, дем Орестиада с 223 жители (2001).

## География
Селото е разположено на 40 км южно от Черномен.

## История
В 19 век Уюк е българско село в Ортакьойската кааза на Одринския вилает на Османската империя. Според статистиката на професор Любомир Милетич в 1912 година в Уюкъ живеят 25 български екзархийски семейства.